# Tóth Tibor (zenész)
Tóth Tibor (Sátoraljaújhely, 1969. október 30. –) a Hooligans együttes gitárosa.

## Életpálya
Szerencsen ismerkedett meg Kiss Endivel (a Hooligans együttes dobosa). A gyerekkorukat zenéléssel töltötték. Az Elektromos Rock nevű zenekarban léptek fel, majd miután Ördög Tibor („Csipa”), a Hooligans együttes énekese is csatlakozott hozzájuk, 1986-ban  megalapították a Ramses nevű együttest. 1996-ban megalakult a Hooligans.

## Külső hivatkozások
- http://hooligansweb.hu/